# Pentathlon moderne aux Jeux panaméricains de 2019
Navigation
2015
Les compétitions de pentathlon moderne aux Jeux panaméricains de 2019 ont lieu du 27 au 30 juillet 2019 à Lima, au Pérou. 

## Médaillés
| Individuel hommes | Charles Fernandez (GUA)                      | Esteban Bustos (CHI)                       | Sergio Villamayor (ARG)                     |  |  |  |
| Relais hommes     | Mexique Duilio Carrillo José Melchor Silva   | États-Unis Brendan Anderson Amro El Geziry | Argentine Sergio Villamayor Emmanuel Zapata |  |  |  |
|                   |                                              |                                            |                                             |  |  |  |
| Individuel femmes | Mariana Arceo (MEX)                          | Samantha Achterberg (USA)                  | Leydi Moya (CUB)                            |  |  |  |
| Relais femmes     | États-Unis Samantha Achterberg Jessica Davis | Cuba Elani Camara Rodriguez Leydi Moya     | Brésil Isabela Abreu Priscila Oliveira      |  |  |  |
|                   |                                              |                                            |                                             |  |  |  |
| Relais mixte      | États-Unis Amro El Geziry Isabella Isaksen   | Cuba Jose Ricardo Figueroa Leydi Moya      | Guatemala María Diéguez Charles Fernandez   |  |  |  |

## Tableau des médailles
| Rang  | Nation     | Or | Argent | Bronze | Total |
| ----- | ---------- | -- | ------ | ------ | ----- |
| 1     | États-Unis | 2  | 2      | 0      | 4     |
| 2     | Mexique    | 2  | 0      | 0      | 2     |
| 3     | Guatemala  | 1  | 0      | 1      | 2     |
| 4     | Cuba       | 0  | 2      | 1      | 3     |
| 5     | Chili      | 0  | 1      | 0      | 1     |
| 6     | Argentine  | 0  | 0      | 2      | 2     |
| 7     | Brésil     | 0  | 0      | 1      | 1     |
| Total | Total      | 5  | 5      | 5      | 15    |